# 亞當·弗雷澤
亞當·提摩西·弗雷澤（英語：Adam Timothy Frazier，1991年11月24日—），為美國職棒大聯盟的二壘手與外野手，目前效力於堪薩斯市皇家。他先前曾效力於海盜、教士、水手與金鶯等隊。

## 職業生涯

### 匹茲堡海盜
2013年美國職棒大聯盟選秀，海盜隊在第六輪179順位選進弗雷澤。簽約後，弗雷澤從短期1A開啟職業生涯。
2015年，在2A的弗雷澤繳出2成52的打擊率。同年他代表美國隊參加世界棒球12強比賽，他還入選12強明星隊二壘手。
2016年，弗雷澤受邀參加大聯盟春訓。6月25日，弗雷澤登上大聯盟，並敲出了他在大聯盟的首安。這年他在海盜隊出賽66場比賽，打擊率為3成01，並敲出2轟與11分打點。
2017年，這是弗雷澤第一個大聯盟完整球季。他的打擊率為2成76，並敲出6轟與53分打點。隔年雖然打擊率差不多，不過他敲出10轟，並有35分打點。
2019年，他的打擊率為2成79，並敲出10轟與50分打點。他也靠著9成89的守備率差點拿下金手套獎。

### 聖地牙哥教士
2021年7月25日，海盜將弗雷澤交易到教士，換來Tucupita Marcano、Michell Miliano和Jack Suwinski。整季他的打擊率為3成05，敲出平飛球比例29.4%為大聯盟最高。

### 西雅圖水手
2021年11月27日，教士將弗雷澤交易到水手，換來Ray Kerr和Corey Rosier。

### 巴爾的摩金鶯
2022年12月14日，金鶯與弗雷澤簽下1年800萬美金的合約。

## 外部連結
- 球員資訊和成績在MLB ，ESPN ，Retrosheet ，Baseball Reference ，Baseball Reference (Minors) ，Fangraphs ，The Baseball Cube （英文）
- 亞當·弗雷澤的X（前Twitter）